# 克寧要塞

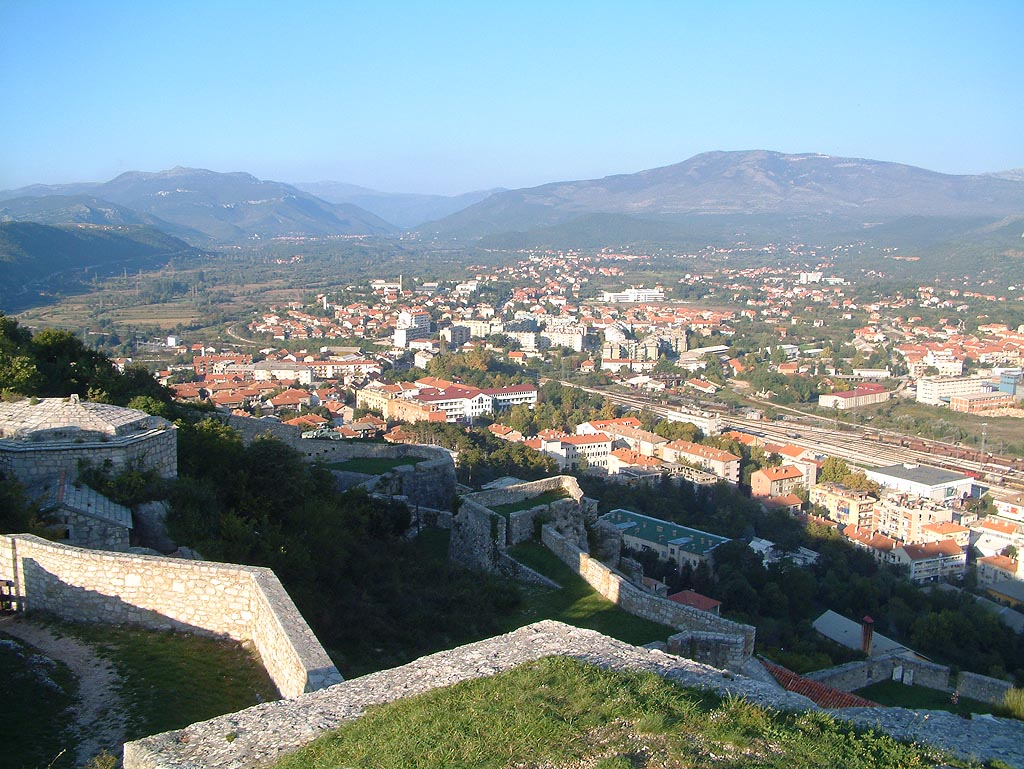
自庫寧要塞看到的景色

庫寧要塞是位於克羅埃西亞達爾馬提亞地區城市克寧的一座城堡，位於該市最高的山上，靠近庫爾卡河。這座要塞是歐洲第二大的要塞建築。現在這裡是一個著名的觀光景點。